# Anthony Delon

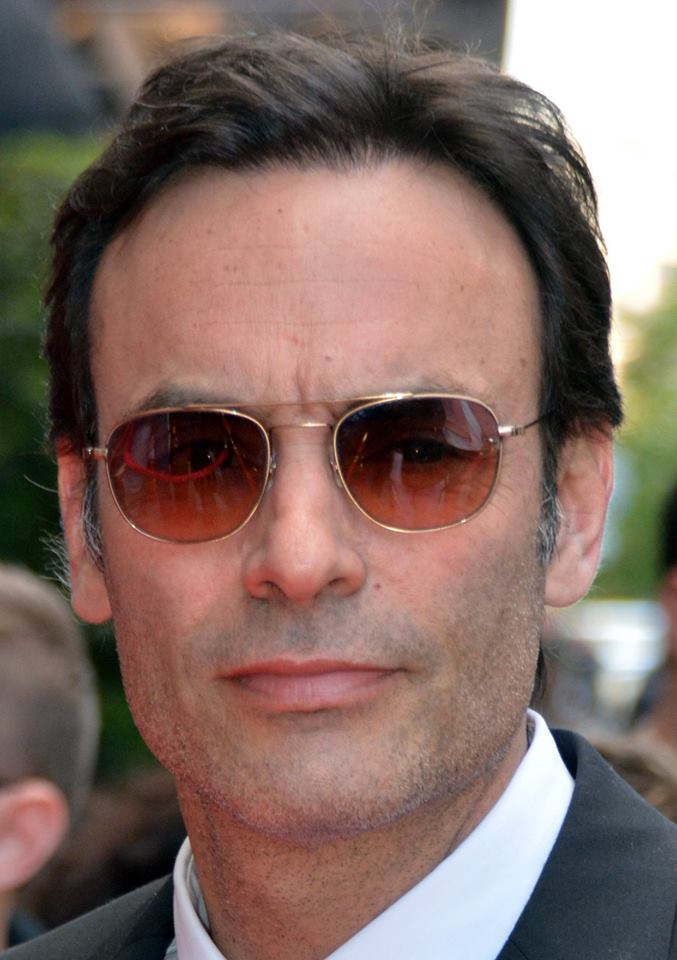
Anthony Delon (2018)

Anthony Delon (* 30. September 1964 in Los Angeles, Kalifornien) ist ein französischer Schauspieler.

## Leben
Der Sohn von Nathalie und Alain Delon debütierte 1987 als Santiago Nasar in Francesco Rosis Chronik eines angekündigten Todes neben Rupert Everett und Ornella Muti. In den 90er Jahren trat er in Komödien wie Christian Gions Wer ist hier der Boß? oder Lügen haben kurze Röcke auf. Ebenso erfolgreich war er als romantischer Held in der Mini-Serie Prinzessin Amina. 2005 spielt er den Pierre Niox in L'homme pressé, dem Remake eines Films von Édouard Molinaro, in dem sein Vater dieselbe Rolle bereits 1977 gespielt hatte.

## Filmografie (Auswahl)
- 1987: Chronik eines angekündigten Todes (Cronaca di una morte annunciata)
- 1992: Wer ist jetzt der Boss (Sup de fric)
- 1997: Lügen haben kurze Röcke (La vérité si je mens)
- 2000: Der arabische Prinz
- 2004: Kommissar Moulin (Commissaire Moulin, Fernsehreihe, eine Folge)
- 2010: Paris Connections (Regie: Harley Cokeliss)
- 2011: Poliezei (Polisse)